# Renaud Gauquelin

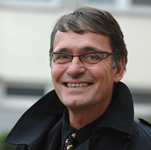
Renaud Gauquelin

Renaud Gauquelin (* 7. November 1954 in Paris) ist ein französischer sozialistischer Politiker. Er war von 2005 bis 2014 Bürgermeister der Stadt Rillieux-la-Pape und 2016 bis 2017 Mitglied der französischen Nationalversammlung.

## Leben
Gauquelin absolvierte eine Ausbildung als Notarzt und praktizierte seit 1981 in Sathonay-Village. Seit 1973 gehört er der Parti socialiste (PS) an. Von 1983 bis 1989 und 1995 bis 2001 war er Stadtrat in Sathonay-Camp. 1997 wurde er in einer Nachwahl für den damaligen Kanton Rillieux-la-Pape in den Generalrat des Departements Rhône gewählt und 1998 wiedergewählt. Seit März 2001 gehörte er dem Stadtrat von Rillieux-la-Pape an. Er wurde erster Stellvertreter des damaligen Bürgermeisters Jacky Darne und folgte diesem im Dezember 2005 nach. Im März 2008 wurde er als Bürgermeister wiedergewählt. Auf seine Initiative erfolgte 2010 der Abschluss der Städtepartnerschaft mit der Stadt Ditzingen (Landkreis Ludwigsburg).
Bis März 2001 war Gauquelin Verwaltungsrat des Syndicat mixte des Transports pour le Rhône et l’Agglomération Lyonnaise (Sytral), von April 2008 bis November 2011 auch Generalsekretär des Vereinigung Ville et Banlieus. Im März 2004 wurde er mit 67 % gegen den Kandidaten des Front National erneut in den Generalrat des Departements Rhône gewählt. Am 20. März 2014 unterlag er bei der Wahl zum Bürgermeister von Rillieux-la-Pape im zweiten Wahlgang dem konservativen Kandidaten Alexandre Vincendent (UMP), behielt aber noch bis 2016 seinen Sitz im Stadtrat bei.
Am 11. März 2016 rückte Gauquelin im Wahlkreis 7 des Departements Rhône als Nachfolger der ausgeschiedenen Abgeordneten Hélène Geoffroy (PS), als deren Stellvertreter er im Juni 2012 kandidiert hatte, in die französische Nationalversammlung nach. Nach den Neuwahlen im Juni 2017 schied er wieder aus.

## Auszeichnungen
- Médaille de la ville von Rillieux-la-Pape (2017)[2]